# Wniebowzięcie Najświętszej Maryi Panny

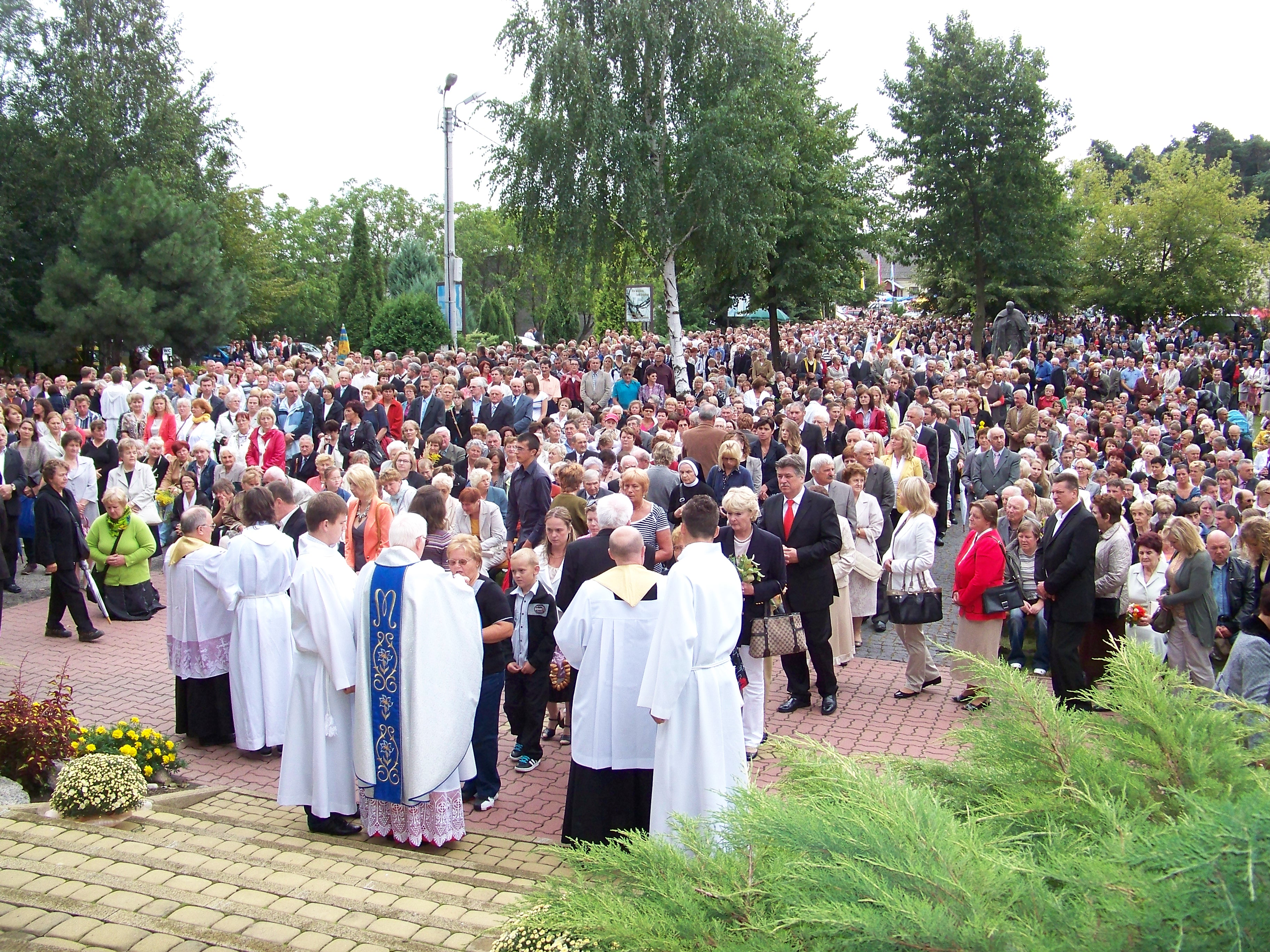
Uroczystość Wniebowzięcia w Lewiczynie w 2012 r.

Wniebowzięcie Najświętszej Maryi Panny, łac. Assumptio Beatissimae Mariae Virginis in caelum – przedmiot religii katolickiej dotyczący wzięcia do nieba z ciałem i duszą Najświętszej Maryi Panny po zakończeniu jej ziemskiego życia. Wiara ta jest obecna w Kościele rzymskokatolickim, dla którego stanowi dogmat wiary z uroczystego nauczania. Uroczystość Wniebowzięcia Najświętszej Maryi Panny obchodzona jest w Kościele rzymskokatolickim 15 sierpnia.

## Kościół rzymskokatolicki
Wniebowzięcie Najświętszej Maryi Panny jest przedmiotem dogmatu Kościoła katolickiego, ogłoszonego  przez papieża Piusa XII 1 listopada 1950 r. w konstytucji apostolskiej Munificentissimus Deus (Najszczodrobliwszy Bóg). Dogmat ten stwierdza, że po zakończeniu swojego ziemskiego życia Najświętsza Maryja Panna została z ciałem i duszą wzięta do wiecznej chwały. Definicja dogmatyczna nie rozstrzyga jednak kwestii samej jej śmierci. Tu teologowie dzielą się na uznających jej ziemską śmierć (tzw. mortaliści) oraz ich przeciwników (tzw. immortaliści). Interpretacja mortalistyczna jest jednak znacznie mocniej osadzona w tradycji Kościoła, zwłaszcza Wschodniego, a także poparta pobożnością udokumentowaną w literaturze apokryficznej i materialnych zabytkach Ziemi Świętej. Zgodnie z interpretacją mortalistyczną nauczał ponadto papież Jan Paweł II.
Wniebowzięcie NMP jest w Kościele katolickim świętem nakazanym.

## Starokatolicyzm
Starokatolicy nie uznają dogmatu o Wniebowzięciu Najświętszej Maryi Panny. Ponieważ zdaniem tego Kościoła nie ma on podstaw biblijnych ani też nie został ogłoszony przez Sobór Powszechny, nie można go uznać za dogmat obowiązujący wszystkich katolików. Starokatolicy obchodzą 15 sierpnia święto Zaśnięcia Bogurodzicy lub Święto Bogurodzicy wspominając dzień śmierci Matki Jezusa i jej przejście do nieba, nie dogmatyzują jednak, w jaki sposób to się dokonało. Tego dnia we wspólnotach starokatolickich w sposób szczególny rozważa się życie Maryi i jej znaczenie w historii zbawienia.
Wyjątek stanowią Kościoły mariawickie i polskokatolickie, które uznają Wniebowzięcie Maryi, choć nie definiują go jako dogmat.

## Inne wyznania chrześcijańskie
Opierające swą doktrynę na Tradycji Apostolskiej kościoły wschodnie, w tym Cerkiew prawosławna, wyznają wiarę w Zaśnięcie Bogurodzicy i celebrują ją przez odpowiednie święta, choć nie dogmatyzują tej nauki. Chrześcijanie kościołów protestanckich sprzeciwiają się temu dogmatowi, uznając, że nie ma on potwierdzenia w Biblii.

## Obchody
Wydarzenia związane z zakończeniem ziemskiego życia Maryi zaczęto upamiętniać w V wieku na Wschodzie przez obchody święta Zaśnięcia Matki Bożej, które stało się tym samym jednym z najstarszych świąt maryjnych. Obchodzone początkowo lokalnie, zwiększało później swój zasięg przybierając różne nazwy (np. Zaśnięcia, Przejścia czy Odpocznienia Maryi), aż do upowszechnienia się w całym Kościele. W Polsce i innych krajach europejskich czci się Matkę Boską Wniebowziętą jako patronkę ziemi i jej bujnej roślinności, stąd w polskiej tradycji ludowej święto znane jest pod nazwą  Matki Boskiej Zielnej. W innych krajach też używa się potocznych nazw ludowych, np. Matki Boskiej Korzennej (Czechy) czy Matki Boskiej Znakomitej (Kongo).
Święto obchodzone jest w Polsce 15 sierpnia i jest to dzień wolny od pracy. W Kalwarii Zebrzydowskiej, odbywają się inscenizacje Zaśnięcia Maryi oraz jej Wniebowzięcia. Na Jasną Górę zmierzają pielgrzymki z całej Polski. W innych częściach Polski święto wiąże się często z obchodami dożynek.

## Zobacz też

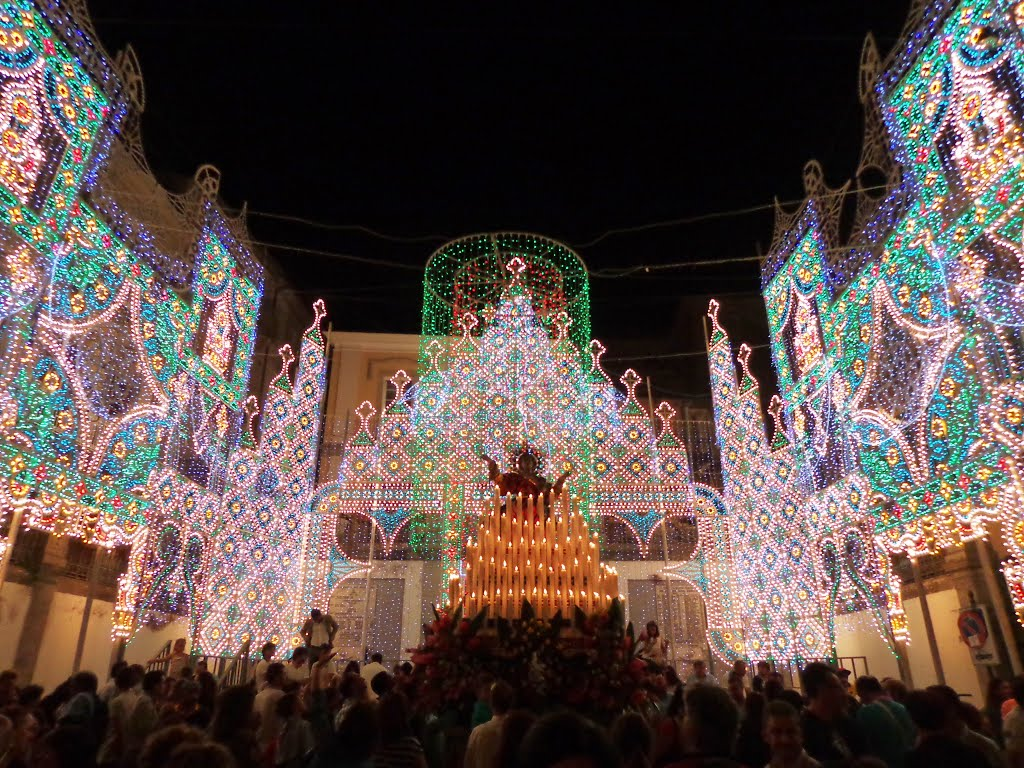
Wniebowzięcie Najświętszej Maryi Panny uczta, Novara di Sicilia